# 김유리 (1991년생 배우)
김유리(1991년 6월 3일~)는 대한민국의 배우이자 모델이다.
2002년에 아역 배우로 첫 데뷔를 하였다.

## 학력
- 소사초등학교 졸업
- 소사중학교 졸업
- 시온고등학교 졸업

## 출연 작품

### 연기 활동

#### 드라마
- 2002년 EBS1 주간 사극 드라마 《역사탐구 과거와의 대화》
- 2002년 EBS1 어린이드라마 《TV로 보는 원작동화》
- 2002년 MBC 월화 미니시리즈 《현정아 사랑해》 ... 장지숙[3] 역
- 2003년 KBS1 TV 소설 《찔레꽃》 ... 어린 최유경[4] 역
- 2004년 EBS1 어린이드라마 《네 손톱 끝에 빛이 남아 있어》 ... 송미정 역
- 2004년 EBS1 어린이드라마 《깡순이》 ... 강해리 역
- 2005년 SBS 월화드라마 《세잎 클로버》 ... 어린 박연희[5] 역
- 2005년[6] EBS1 역사드라마 《점프》 ... 강시은 역
- 2005년[7] KBS2 어린이드라마 《641 가족》 ... 추요성 역
- 2006년 EBS1 역사드라마 《점프 시즌 2》 ... 강시은 역